# Luther (1973)
Luther é um filme estadunidense de 1973, do gênero drama biográfico, dirigido por Guy Green, com roteiro de Edward Anhalt baseado na peça de John Osborne, por sua vez inspirada na vida do reformador Martinho Lutero. 

## Elenco
(em ordem de aparição)
- Peter Cellier como Prior
- Leonard Rossiter como irmão Weinand
- Stacy Keach como Martinho Lutero
- Patrick Magee como pai de Lutero
- Thomas Heathcote como Lucas, um amigo do pai de Lutero
- Julian Glover como o cavaleiro
- Matthew Guinness como o monge lendo
- Hugh Griffith como Johann Tetzel
- Maurice Denham como Johann von Staupitz, vigário-geral
- Alan Badel como Cardeal Caetano de Vio
- Robert Stephens como Johann von Eck
- Bruce Carstairs como duque Frederico, eleitor da Saxônia
- Malcolm Stoddard, como o imperador Carlos 1.º da Espanha
- Judi Dench como a mãe de Lutero